# Monvalle
Monvalle is een gemeente aan het Lago Maggiore. Het ligt in de provincie Varese. Monvalle telt ongeveer 1700 inwoners. Het dorpje heeft een camping aan het meer en wat verspreide winkels.
Monvalle bestaat uit de kernen Monvalle dorp, Turro en Monvallina.
Buurgemeenten zijn Besozzo, Leggiuno en aan de overkant van het meer Belgirate behorend tot de provincie Verbania. De gemeente Monvalle is klein, slechts 4 km².
De postcode is 21020 en de telefoonnummers beginnen met 0332 78
Monvalle ligt op de grens van de Povlakte en de Vooralpen.